# Емил Гиљелс
Емил Григориевич Гиљелс (19. октобар 1916 — 14. октобар 1985) био је совјетски пијаниста, један од највећих пијаниста двадесетог века. Његово презиме се понекад преводило као Хиљелс.

## Биографија
Гиљелс је рођен у Одеси, тада делу Руског царства (данас Украјина), у јеврејској породици која није имала директне контакте са музиком и није поседовала клавир. Са пет година почео је да учи клавир под Јаковом Ткачом, који је био ученик француског пијанисте Раола Пугна и Александра Вилигна.
Први концерт одржао је са дванаест година — 12. маја 1929. године. Свирао је Бетовена, Скарлатија, Шопена и Шумана. Године 1930, Гиљелс је почео да похађа конзерваторијум у Одеси. У Одеси, Емил је учио хармонију и полифонију под Миколом Видинским.
Након дипломирања 1935. године, преселио се у Москву где је га је учио Хајнрих Нојхаус све до 1937. године. Нојхаус је био студент Александра Микаловског, који је учио са Карлом Микулијем, Шопеновим учеником, асистентом и издавачем.
Годину дана касније, добио је прву награду на фестивалу у Бриселу. Један од чланова жирија био је истакнути пијаниста Артур Рубинштајн. Свирао је Брамса и Лист-Бусонија. Његову конкуренцију чинили су Моура Лимфани која је освојила друго место и Артуро Бенедети Микеланђели који је освојио седмо место.
Након тријумфа у Бриселу, заказана америчка турнеја на Светском сајму 1939. године у Њујорку је отказана због избијања Другог светског рата. За време Другог светског рата, Гиљелс је свирао пред совјетским трупама на концертима под ведрим небом (постоји снимак). Године 1945, основао је камерни трио који су чинили Леонид Коган и виолончелиста Мстислав Ростопович. Гиљелс је 1946. године освојио Стаљинову награду.
Гиљелс је оженио Фарисетом Хутсистовом, која је дипломирала на конзерваторијуму у Москви 1947. године. Имали су једну ћерку, Елену, која је била пијаниста. Свирала је у ансамблу са оцем.
Након рата, Емил је одржао турнеју по земљама источне европе као солиста. Гиљелс је био један од првих совјетских уметника, заједно са Давидом Ојстрахом, којима је било дозвољена да отпутују и одрже концерте на западу. Његов одложен први концерт у САД је доживео огроман успех. Свирао је Концерт за клавир и оркестар бр. 1 Чајковског у Филаделфији. Први концерт у Енглеској одржао је 1959. године.
Године 1952, постао је професор на конзерваторијуму у Москви, а 1969. године је одржао концерт на фествалу у Салцбургу. Свирао је дела Вебера, Прокофјева и Бетовена.
Након концерта у Амстердаму 1981. године, доживео је срчани удар. Умро је у Москви, 14. октобра 1985. године, само неколико дана пре свог 69. рођендана. Пијаниста Свјатослав Рихтер, који је врло добро познавао Гиљелса (заједно су студирали код Хајнриха Нојхауса), веровао је да је Гиљелс умро грешком, због погрешног лека.